# (4245) Nairc
(4245) Nairc (1981 UC10) – planetoida z pasa głównego asteroid okrążająca Słońce w ciągu 3,66 lat w średniej odległości 2,37 j.a. Odkryta 29 października 1981 roku.